# Das kalte Herz (1923)
Das kalte Herz ist ein deutscher Märchen-Stummfilm aus dem Jahre 1923 von Fred Sauer mit Fritz Schulz und Grete Reinwald in den Hauptrollen. Die Geschichte basiert auf dem gleichnamigen Märchen von Wilhelm Hauff.

## Handlung
Im Schwarzwald lebt der arme Köhlerjunge Peter Munk. Er ist verliebt in die liebreizende Maria, die einem wohlhabenden Haus entstammt, und würde sie am liebsten heiraten. Da er für eine Eheschließung jedoch zu wenig Geld besitzt, bittet er das Glasmännlein um Unterstützung, die dieser Peter auch gewährt. Peter vertrinkt jedoch dessen Geld im Wirtshaus und steht nun ärmer da als je zuvor. Da erscheint der grobe Holländermichel wie seine letzte Rettung. Der diabolische Geselle verspricht Macht, soziales Ansehen und nie versiegenden Reichtum, wenn Peter sein Herz gegen einen Stein eintauscht. 
Munk denkt nicht weiter nach und lässt sich auf diesen Teufelspakt ein. Doch sein Herz, das für Güte, Liebe und Milde stand, geht damit verloren. Peter wird hart und kalt, rücksichtslos und erbarmungslos gegen jedermann. Maria ist das ganze Gegenteil von ihm: Sie versucht die Not der Menschen zu lindern und gibt mehr als sie nimmt. In Angesicht von Peters radikalem Wandel wendet sich Lisbeths von ihm eines Tages ab. Peter erkennt nun, dass alle irdischen Güter nicht Lisbeths schwindende Liebe ersetzen können, und so versucht er, vom Holländermichel sein kaltes Herz wiederzuerlangen.

## Produktionsnotizen
Das kalte Herz entstand im Herbst 1923, passierte am 19. Dezember desselben Jahres die Zensur und wurde wenig später uraufgeführt. Die Berliner Premiere fand am 22. August 1924 im UFA-Theater Nollendorfplatz statt. Die Länge des Sechsakters betrug 1847 Meter.
Siegfried Wroblewsky gestaltete die Filmbauten.
Der für die Jugend freigegebene Film erhielt das Prädikat „volksbildend“.

## Kritiken
Wiens Kino-Journal schrieb: „Die Photos sind schön, die Darstellung sorgfältig und viele hübsche Einfälle werden dem Märchencharakter gerecht. Grete Reinwald ist eine besonders liebreizende Bäuerin.“
Das Salzburger Volksblatt meinte: „Der Film ist, verbunden mit schönen Landschaftsaufnahmen, überaus sorgsam und erfinderisch gemacht, und hat in der süßblonden Grete Reinwald einen sanften Ruhepol zwischen den fortreißenden Ereignissen dieses prachtvollen Kunstmärchens.“
Die Wiener Zeitung dekretierte: „… zart und leis in den Wirkungen, nach Stoff und Formung fein, doch in nichts neu.“
In der Österreichischen Illustrierten Zeitung war zu lesen: „Hier hat der Film seine Aufgabe einmal richtig erfaßt, denn indem er mit allen Errungenschaften einer so weit fortgeschrittenen Technik Märchenereignisse formt, begibt er sich auf ein seiner Wesensart zukömmliches Gebiet. Hier ist er nämlich nicht gezwungen, Wirklichkeit vorzutäuschen, was sicher nicht seine Aufgabe ist.“